# Кубок мира по волейболу среди женщин 1999
8-й розыгрыш Кубка мира по волейболу среди женщин прошёл со 2 по 16 ноября 1999 года в восьми городах Японии с участием 12 национальных сборных команд. Обладателем Кубка в четвёртый раз в своей истории (и в четвёртый раз подряд) стала сборная Кубы.

## Команды-участницы
Япония — страна-организатор;
Россия, Хорватия — по итогам чемпионата Европы 1999;
Китай, Южная Корея — по итогам чемпионата Азии 1999;
Куба, США — по итогам чемпионата Северной, Центральной Америки и Карибского бассейна 1999;
Бразилия, Аргентина — по итогам чемпионата Южной Америки 1999;
Тунис — по итогам чемпионата Африки 1999;
Италия, Перу — по приглашению ФИВБ.

## Система проведения
12 команд-участниц розыгрыша Кубка мира провели однокруговой турнир, по результатам которого определены итоговые места.

## Результаты
| М  | Команда     | 1   | 2   | 3   | 4   | 5   | 6   | 7   | 8   | 9   | 10  | 11  | 12  | И  | В  | П  | С/П   | О  |
| -- | ----------- | --- | --- | --- | --- | --- | --- | --- | --- | --- | --- | --- | --- | -- | -- | -- | ----- | -- |
| 1  | Куба        |     | 3:0 | 3:0 | 3:1 | 3:1 | 3:0 | 3:1 | 3:1 | 3:1 | 3:0 | 3:0 | 3:0 | 11 | 11 | 0  | 33:5  | 22 |
| 2  | Россия      | 0:3 |     | 3:2 | 3:1 | 3:1 | 3:1 | 3:0 | 3:0 | 3:0 | 3:0 | 3:1 | 3:0 | 11 | 10 | 1  | 30:9  | 21 |
| 3  | Бразилия    | 0:3 | 2:3 |     | 3:0 | 3:1 | 3:0 | 3:0 | 3:0 | 3:1 | 3:0 | 3:0 | 3:0 | 11 | 9  | 2  | 29:8  | 20 |
| 4  | Южная Корея | 1:3 | 1:3 | 0:3 |     | 1:3 | 3:0 | 3:0 | 3:0 | 3:2 | 3:0 | 3:0 | 3:0 | 11 | 7  | 4  | 24:14 | 18 |
| 5  | Китай       | 1:3 | 1:3 | 1:3 | 3:1 |     | 0:3 | 3:1 | 3:0 | 3:0 | 3:1 | 3:0 | 3:0 | 11 | 7  | 4  | 24:15 | 18 |
| 6  | Япония      | 0:3 | 1:3 | 0:3 | 0:3 | 3:0 |     | 3:2 | 3:1 | 3:2 | 3:0 | 3:1 | 3:0 | 11 | 7  | 4  | 22:18 | 18 |
| 7  | Италия      | 1:3 | 0:3 | 0:3 | 0:3 | 1:3 | 2:3 |     | 3:1 | 3:0 | 3:1 | 3:1 | 3:0 | 11 | 5  | 6  | 19:21 | 16 |
| 8  | Хорватия    | 1:3 | 0:3 | 0:3 | 0:3 | 0:3 | 1:3 | 1:3 |     | 3:2 | 3:1 | 3:0 | 3:0 | 11 | 4  | 7  | 15:24 | 15 |
| 9  | США         | 1:3 | 0:3 | 1:3 | 2:3 | 0:3 | 2:3 | 0:3 | 2:3 |     | 3:2 | 3:0 | 3:0 | 11 | 3  | 8  | 17:26 | 14 |
| 10 | Перу        | 0:3 | 0:3 | 0:3 | 0:3 | 1:3 | 0:3 | 1:3 | 1:3 | 2:3 |     | 3:1 | 3:0 | 11 | 2  | 9  | 11:28 | 13 |
| 11 | Аргентина   | 0:3 | 1:3 | 0:3 | 0:3 | 0:3 | 1:3 | 1:3 | 0:3 | 0:3 | 1:3 |     | 3:0 | 11 | 1  | 10 | 7:30  | 12 |
| 12 | Тунис       | 0:3 | 0:3 | 0:3 | 0:3 | 0:3 | 0:3 | 0:3 | 0:3 | 0:3 | 0:3 | 0:3 |     | 11 | 0  | 11 | 0:33  | 11 |

2 ноября
Токио
Россия — США 3:0 (25:20, 25:17, 25:19); Южная Корея — Италия 3:0 (25:23, 25:12, 25:19); Япония — Аргентина 3:1 (23:25, 25:15, 25:13, 25:19).
Йокогама
Бразилия — Хорватия 3:0 (25:21, 25:16, 25:22); Куба — Тунис 3:0 (25:13, 25:8, 25:8); Китай — Перу 3:1 (27:29, 25:15, 25:20, 25:18).
3 ноября
Токио
Россия — Южная Корея 3:1 (25:16, 25:20, 23:25, 25:23); Италия — Аргентина 3:1 (22:25, 25:14, 25:19, 25:9); Япония — США 3:2 (20:25, 23:25, 25:23, 25:17, 15:13).
Йокогама
Бразилия — Перу 3:0 (25:15, 25:20, 25:18); Хорватия — Тунис 3:0 (25:7, 25:15, 25:10); Куба — Китай 3:1 (27:25, 25:18, 21:25, 25:21).
4 ноября
Токио
США — Аргентина 3:0 (27:25, 25:22, 25:17); Россия — Италия 3:0 (25:22, 27:25, 25:23); Южная Корея — Япония 3:0 (25:17, 25:19, 25:19).
Йокогама
Куба — Бразилия 3:0 (29:27, 25:21, 25:14); Хорватия — Перу 3:1 (25:18, 25:21, 22:25, 25:23); Китай — Тунис 3:0 (25:9, 25:12, 25:17).
6 ноября
Саппоро
Южная Корея — США 3:2 (16:25, 25:13, 25:21, 24:26, 18:16); Россия — Аргентина 3:1 (25:12, 25:19, 31:33, 25:14); Япония — Италия 3:2 (18:25, 25:16, 25:23, 21:25, 15:11).
Тояма
Бразилия — Китай 3:1 (23:25, 25:16, 25:22, 25:23); Перу — Тунис 3:0 (25:17, 25:11, 25:15); Куба — Хорватия 3:1 (25:20, 25:19, 21:25, 28:26).
7 ноября
Саппоро
Южная Корея — Аргентина 3:0 (25:19, 25:20, 25:21); Италия — США 3:0 (25:21, 25:21, 25:19); Россия — Япония 3:1 (25:15, 25:22, 23:25, 25:18).
Тояма
Бразилия — Тунис 3:0 (25:10, 25:14, 25:16); Куба — Перу 3:0 (25:19, 25:23, 25:18); Китай — Хорватия 3:0 (25:22, 27:25, 26:24).
10 ноября
Сэндай
Россия — Перу 3:0 (25:19, 25:17, 25:21); Италия — Тунис 3:0 (25:11, 25:13, 25:3); Япония — Хорватия 3:1 (27:25, 25:19, 34:36, 25:22).
Канадзава
Бразилия — Аргентина 3:0 (25:22, 25:15, 25:17); Куба — Южная Корея 3:1 (19:25, 35:33, 25:19, 25:15); Китай — США 3:0 (29:27, 25:23, 25:18).
11 ноября
Сэндай
Россия — Тунис 3:0 (25:13, 25:18, 25:12); Италия — Хорватия 3:1 (25:23, 25:19, 18:25, 25:23); Япония — Перу 3:0 (25:22, 25:19, 25:13).
Канадзава
Бразилия — США 3:1 (25:19, 20:25, 25:15, 25:14); Куба — Аргентина 3:0 (25:14, 25:18, 25:14); Китай — Южная Корея 3:0 (25:23, 25:22, 25:16).
12 ноября
Сэндай
Россия — Хорватия 3:0 (25:22, 25:10, 25:17); Италия — Перу 3:1 (25:17, 25:14, 23:25, 25:15); Япония — Тунис 3:0 (25:10, 25:12, 25:12).
Канадзава
Бразилия — Южная Корея 3:0 (25:21, 25:23, 25:12); Куба — США 3:1 (25:12, 26:24, 21:25, 25:13); Китай — Аргентина 3:0 (25:12, 25:15, 25:16).
14 ноября
Нагоя
Бразилия — Италия 3:0 (25:22, 25:12, 25:17); Россия — Китай 3:1 (25:23, 15:25, 25:13, 25:17); Куба — Япония 3:0 (25:23, 25:14, 25:17).
Осака
США — Перу 3:2 (22:25, 25:22, 29:27, 17:25, 15:12); Аргентина — Тунис 3:0 (25:9, 25:23, 25:11); Южная Корея — Хорватия 3:0 (25:20, 25:20, 25:22).
15 ноября
Нагоя
Россия — Бразилия 3:2 (21:25, 25:20, 25:17, 22:25, 15:9); Куба — Италия 3:1 (25:17, 25:21, 17:25, 25:17); Япония — Китай 3:0 (25:17, 25:22, 25:18).
Осака
Перу — Аргентина 3:1 (20:25, 25:16, 25:18, 25:20); Хорватия — США 3:2 (19:25, 19:25, 25:21, 25:20, 15:8); Южная Корея — Тунис 3:0 (25:8, 25:14, 25:12).
16 ноября
Нагоя
Куба — Россия 3:0 (25:19, 25:15, 25:19); Китай — Италия 3:1 (25:20, 26:24, 18:25, 25:21); Бразилия — Япония 3:0 (25:22, 25:11, 25:20).
Осака
США — Тунис 3:0 (25:13, 25:11, 25:13); Хорватия — Аргентина 3:0 (25:22, 25:22, 25:22); Южная Корея — Перу 3:0 (25:18, 25:15, 25:20).

## Итоги

### Положение команд
| Куба           | 7. Италия     |
| Россия         | 8. Хорватия   |
| Бразилия       | 9. США        |
| 4. Южная Корея | 10. Перу      |
| 5. Китай       | 11. Аргентина |
| 6. Япония      | 12. Тунис     |

### Призёры
Куба: Юмилка Руис Луасес, Марленис Коста Бланко, Лилия Искьердо Агирре, Йоселин Роке Паласиос, Эния Мартинес Мендес, Регла Белл Маккензи, Лиана Меса Луасес, Таисмари Агуэро Лейва, Ана Ибис Фернадес Валье, Асурима Альварес, Мирка Франсия Васконселос, Марта Санчес Сальфран. Главный тренер — Антонио Пердомо Эстрелья.
  Россия: Евгения Артамонова, Наталья Морозова, Елизавета Тищенко, Инесса Саргсян, Елена Година, Любовь Шашкова, Елена Василевская, Анастасия Беликова, Наталья Сафронова, Ирина Тебенихина, Екатерина Гамова, Елена Сенникова. Главный тренер — Николай Карполь.
  Бразилия: Ана Беатрис Мозер, Жанина Консейсао, Лейла Баррос, Валевска Оливейра, Вирна Диас, Карин Родригес, Элиа Рожерио ди Соуза (Фофао), Элизанжела ди Оливейра, Рикарда Лима, Жизель Флорентино, Эрика Коимбра, Бигела Морайс. Главный тренер — Бернардо Резенде (Бернардиньо).

### Индивидуальные призы
MVP:  Таисмари Агуэро Лейва
Лучшая нападающая:  Любовь Шашкова
Лучшая блокирующая:  Мирка Франсия Васконселос
Лучшая на подаче:  Таисмари Агуэро Лейва
Лучшая на приёме:  Любовь Шашкова
Лучшая в защите:  Хироко Цукумо
Лучшая связующая:  Елена Василевская
Самая результативная:  Барбара Елич

### Олимпийская квалификация
Призёры розыгрыша Кубка мира (Куба, Россия, Бразилия) получили путёвки на Олимпийские игры 2000 года.